# Marta Savić
Marta Savić (* 7. Juni 1966 in Vranjak, Bosnien) ist eine bosnisch-serbische Turbo-Folk-Sängerin. Sie ist populär im ehemaligen Jugoslawien und der zugehörigen Diaspora.

## Leben
Über ihren privaten und musikalischen Werdegang sind, abgesehen von den Veröffentlichungen selbst, nur wenig Quellen verfügbar. Eigenen Angaben zufolge emigrierte sie mit ihren Eltern 1978 nach Hannover. Diese Auskunft deckt sich ungefähr mit einem Suchergebnis von StayFriends, das eine Marta Savic für die Zeit von 1976 bis 1981 auf der Haupt- und Realschule im Fössefeld in Hannover verortet. Auch zu der Zeit vor ihrer ersten Plattenveröffentlichung im Jahr 1988 finden sich detailliertere Informationen nur auf Basis eigener Angaben auf ihrer mittlerweile nicht mehr erreichbaren Website martasavic.com.
Sie ist mit dem 14 Jahre älteren bosnischen Sänger Mile Kitić verheiratet. Die Ehe ist auch durch die Untreue ihres Partners gekennzeichnet, die ihr seit geraumer Zeit bekannt ist, aber gleichwohl toleriert wird. Gemeinsam haben die beide eine Tochter, die 1997 geborene Elena Kitić, die schon im Alter von 15 Jahren mit aufreizenden Posen in den Social Networks (hier: Facebook) für Berichte in der Klatschpresse sorgte. Als Volljährige wurde sie wie ihre Eltern als Sängerin aktiv, legt jedoch mit Rap einen anderen Schwerpunkt.

## Karriere
Auf YouTube haben derzeit (Stand 11/17) sechs ihrer Videos die Marke von 1 Mio. Views übersprungen, davon eines die Marke von fünf Millionen.
Mit Idiot, der dritten Single ihres 2011er-Albums 13 sorgte sie zwischenzeitlich für Kontroversen, als es wegen zu großer Freizügigkeit von der Videoplattform YouTube verschwand und erst in einer entschärften Form wieder eingestellt werden konnte.
Bei einem Hausbesuch lichtete das serbische Magazin Puls Online eine Reihe von Award-Statuen ab, merkte jedoch nur lapidar an, dass es sich dabei nicht um die Oscars der Američke filmske akademije handeln würde.

## Diskografie

### Alben
| Album                       | Deutsche Übersetzung                             | Erscheinungsjahr | Plattenlabel |
| --------------------------- | ------------------------------------------------ | ---------------- | ------------ |
| Majko Jugo                  | Mutter Jugo                                      | 1988             | ZAM          |
| Proklet bio dragi moj       | Mein Schatz soll verflucht sein                  | 1990             | Diskos       |
| Grešnica                    | Sünderin                                         | 1993             | Juve Komerc  |
| Nemoj bar ti                | Mach du es wenigstens nicht                      | 1994             | Juve Komerc  |
| Kad sam srela               | Als ich traf                                     | 1996             | ZAM          |
| Kad zavoliš pa izgubiš      | Wenn du liebgewinnst und dann verlierst          | 1999             | Grand        |
| Dijamanti brilijanti        | Diamanten, Brillanten                            | 2000             | Grand        |
| Ikad ili Nikad              | Irgendwann oder nie                              | 2001             | Grand        |
| Nismo pucali jedno u drugo  | Wir haben nicht einer auf den anderen geschossen | 2002             | Grand        |
| Tebi je sve do kosova ravno | Für Dich ist alles eben bis zum Kosovo           | 2003             | Grand        |
| Erotika                     | Erotik                                           | 2006             | Grand        |
| Muški Kompleksi             | Männerkomplexe                                   | 2009             | KCN Records  |
| 13                          | 13                                               | 2011             | KCN Records  |

### Singles (Auswahl)
- 2000: Dijamanti brilijanti
- 2001: Ikad Ili Nikad
- 2002: Nismo Pucali Jedno U Drugo
- 2002: Kukavice
- 2003: Ravno do Kosova
- 2003: Pusto ostrvo
- 2006: Vernost je prevara (mit Azis)
- 2009: Komplexi
- 2009: Svejedno mi je
- 2010: Na istoj sam adresi
- 2010: Nemam konkurenciju (mit DJ Krmak; Original: Costi – Ca La Amsterdam)
- 2011: Mama (mit Azis & Mirko Gavrić)
- 2011: Idiot